# Nationale Universiteit Yang-Ming
De Nationale Universiteit Yang-Ming (Chinees: 國立陽明大學) is een publieke onderzoeksuniversiteit, gevestigd in Taipei, Taiwan. De universiteit vind haar oorsprong in 1975 met de oprichting van het Nationale Yang-ming College voor Medicijnen en verkreeg in 1994 de status van officiële universiteit. De universiteit is vernoemd naar de Chinese filosoof Wang Yangming.
In de QS World University Rankings van 2020 staat de Yang-Ming Universiteit wereldwijd op een 287ste plaats, waarmee het de 6e Taiwanese universiteit op de ranglijst is.